# Olhos nos Olhos (programa de televisão)
Olhos nos Olhos foi um programa da TVI24 conduzido por Judite de Sousa, tendo como comentador principal Henrique Medina Carreira. O programa terminou em 2017, por motivos de saúde de Medina Carreira, e consequente falecimento do comentador. 